# 遙遠的雷聲
《遥远的雷声》是印度裔孟加拉导演萨蒂亚吉特·雷伊所执导的电影，于1973年上映。该片是他后期作品中最出色的一部。他执导的所有影片均有他本人编剧，大多反映印度的社会现实问题，寓意深刻，风格上具有浓厚的民族色彩。

## 剧情
故事發生在1940年代初的孟加拉，當時孟加拉還未和印度分開。主人公是个婆罗门教徒，他既行医又教书，在一个富裕农民的帮助下，开办了一所乡村小学。1943年，第二次世界大戰終於漫延到他的家鄉，引起了大米短缺，而該區同時亦遇上了一场严重的饥荒。

## 榮譽
第23屆柏林國際電影節
- 1973: 金熊獎

芝加哥影展
- 1974: 金雨果獎

印度國家電影獎
- 1973: 印度國家電影獎最佳音樂指導
- 1974: 印度國家電影獎最佳影片
- 1974: 印度國家電影獎最佳攝影